# Histoire de l'armée autrichienne

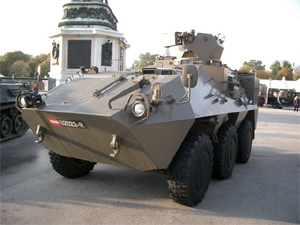
Pandur

L'armée autrichienne a reçu différentes dénominations dans son histoire contemporaine. Ainsi, elle est appelée :
- K. und K. Landwehr (« Armée territoriale impériale et royale ») et armée commune[1], composantes des forces armées austro-hongroises jusqu'en 1918 ;
- Volkswehr de 1918 à 1921 ;
- Bundesheer autrichienne de 1921 à aujourd'hui, excepté durant l'Anschluss (de 1938 à 1945, voir Wehrmacht)